# Elsa Schiaparelli
Elsa Schiaparelli (ur. 10 września 1890 w Rzymie, zm. 13 listopada 1973 w Paryżu) – włoska projektantka mody.

## Życiorys
Urodzona w 1890 roku w Palazzo Corsini w Rzymie Elsa Schiaparelli od najmłodszych lat miała styczność z naukowcami i elitą społeczną. Matka Elsy - Giuseppa Maria de Dominicis - pochodziła z neapolitańskiej arystokracji, natomiast ojciec Celestino Schiaparelli był dziekanem Uniwersytetu Rzymskiego. Elsa była także bratanicą astronoma Giovanniego Schiaparelliego. 
Studiowała filozofię na Uniwersytecie Rzymskim. W tamtym czasie zainteresowała się teozofią, czyli obszarem z pogranicza religii, okultyzmu i nauki. W 1911 roku opublikowała zbiór „zmysłowych” wierszy pt. Arethusa, za co została umieszczona na rok w klasztorze w Szwajcarii przez konserwatywną rodzinę.
W wieku 22 lat przeniosła się do Londynu, gdzie po raz pierwszy zetknęła się z modą. Spotkała tam teozofa, hrabiego Wilhelma Wendt de Kerlora i wyszła za niego za mąż. W 1916 roku przeprowadzili się do Nowego Jorku. Cztery lata później Elsa urodziła córkę, pieszczotliwie nazywaną Gogo. Wilhelm Wendt de Kerlor niedługo po narodzinach dziecka pozostawił żonę dla Isadory Duncan.
Większość swojego życia spędziła w Paryżu. Tam poznała i zaprzyjaźniła się z takimi osobami jak Salvador Dali, Jean Cocteau, Man Ray.

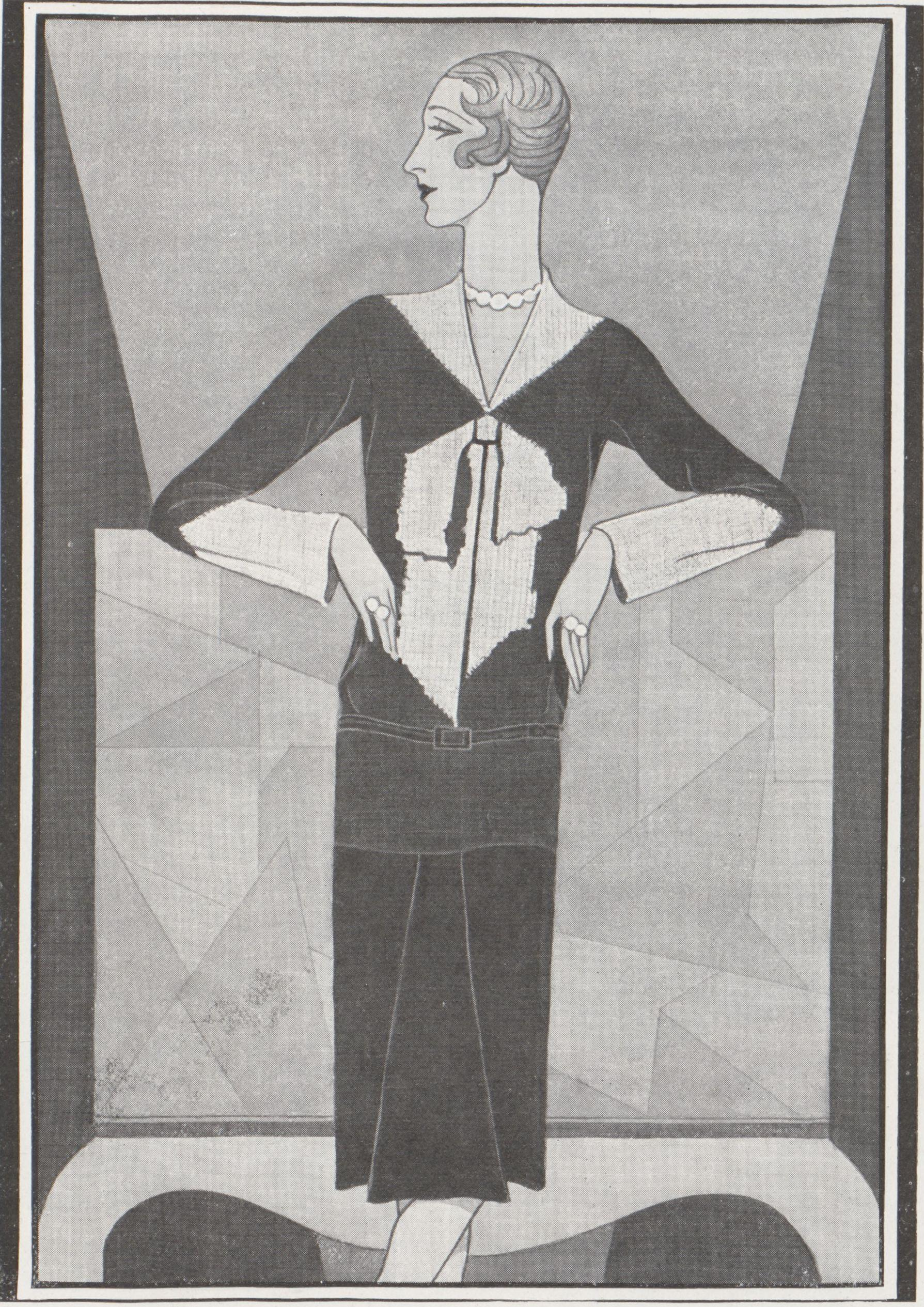
Rysunek z magazynu Vogue ukazujący projekt swetra Elsy Schiaparelli (1927).

W Paryżu Schiaparelli za namową projektanta Paula Poireta, zaczęła projektowanie odzieży. Zanim rozpoczęła własną działalność - w 1925 roku zaczęła pracę, jako projektantka w Maison Lambal, jednak firma zbankrutowała. Rok później Elsa Schiaparelli podjęła decyzję o otwarciu własnej działalności. Jej pierwszym projektem był sweter z wydzierganą kokardą, który wykorzystywał technikę zapożyczoną z malarstwa iluzjonistycznego, inaczej trompe-l’œil.
Na początku 1927 roku wprowadziła na rynek nową kolekcję dzianin. Jej pierwsza sportowa kolekcja „Schiaparelli – Pour le Sport” wprowadziła do paryskiej mody wiele nowości: lniane sukienki, spódnice, szorty. Nosiła je między innymi Lili de Alvarez na Wimbledonie w 1931 roku. W tym także roku Schiaparelli otworzyła swój sklep przy placu Vendôme. Jej stroje nosiły m.in.: Marlena Dietrich, Greta Garbo, Katharine Hepburn, Joan Crawford.
Związana była z ruchem surrealistycznym i dadaizmem, kontynuowała współpracę z wieloletnim przyjacielem Salvadorem Dali. Zasłynęła również jako jedna z najbardziej kreatywnych projektantek nakryć głowy – kapelusze w jej wydaniu były dziełami sztuki. Najbardziej znaną kolekcją Elsy Schiaparelli jest kolekcja Shoe, którą zaprezentowała w 1937 roku. Pomysłodawczynią tej idei była żona Salvadora Dalego. Obuwie było w tej kolekcji najważniejsze, wkomponowywane w wizerunek kobiety nieprzeciętnej, zasłaniającej i odkrywającej części twarzy. Podczas tej kolekcji zaprezentowany został najsłynniejszy w dorobku Schiaparelli kapelusz, przypominający wielki but.